# San Giovanni Evangelista (Donatello)

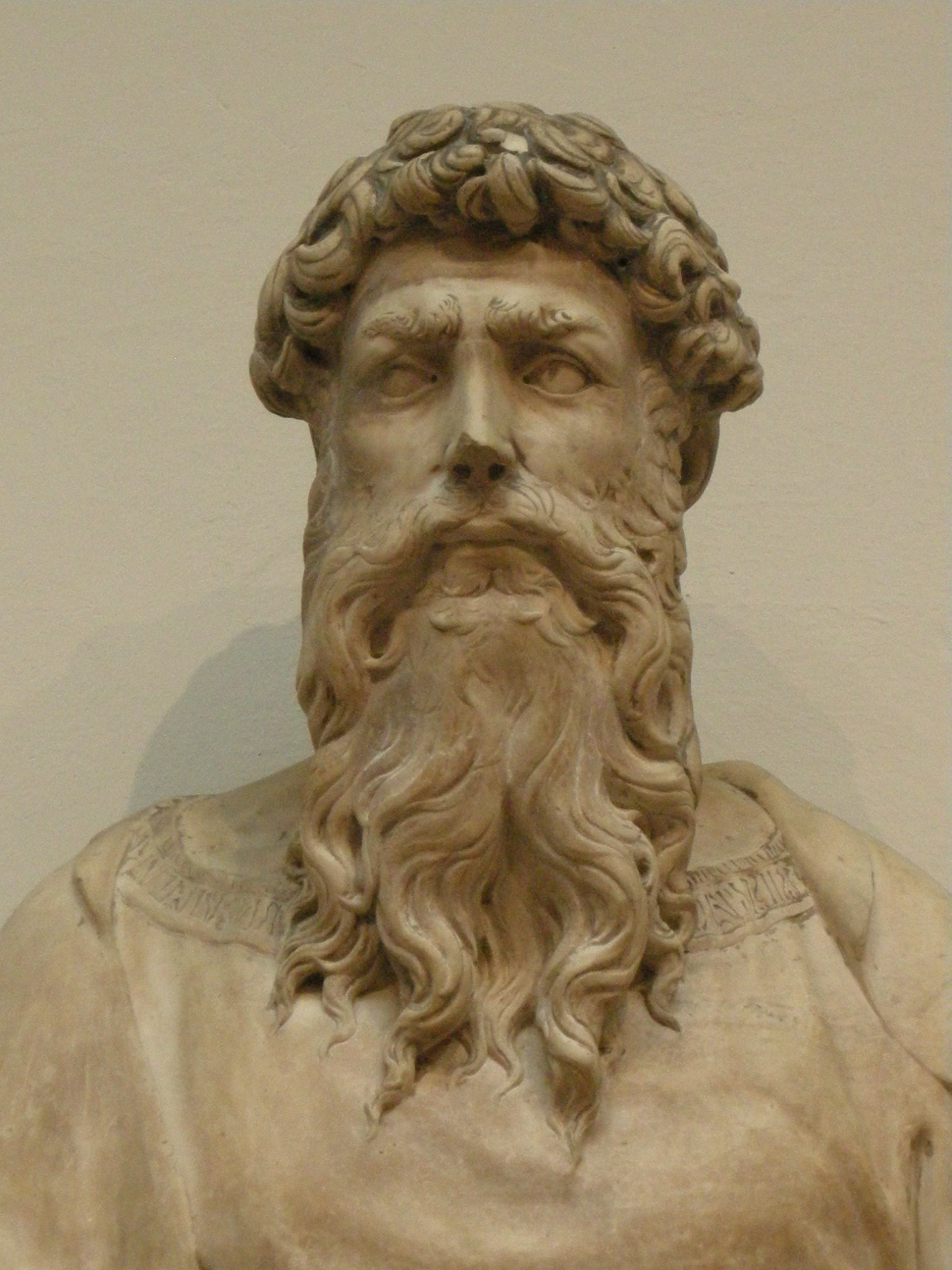
Dettaglio

San Giovanni Evangelista è una scultura di Donatello in marmo (210x88x54 cm) scolpita per l'antica facciata del Duomo di Firenze ed oggi custodita nel Museo dell'Opera del Duomo. Risale al 1408-1415 e fu, con la sua carica di energia trattenuta, il modello più diretto per il Mosè di Michelangelo.

## Storia
L'Opera del Duomo commissionò la statua dell'evangelista seduto a Donatello, mentre contemporaneamente venivano scolpiti San Luca da Nanni di Banco, San Matteo di Bernardo Ciuffagni e San Marco di Niccolò di Pietro Lamberti, tutte oggi collocate nella stessa sala del museo. La serie adornava quattro nicchioni disposti ai lati del portale centrale della distrutta facciata arnolfiana, come si vede in un disegno cinquecentesco di Bernardino Poccetti. Inizialmente era stato pensato anche un concorso tra Nanni di Banco, Donatello e Niccolò Lamberti per scegliere l'opera migliore ed affidare al suo creatore il compito di scolpire anche l'ultima statua della serie, ma visti i tempi lunghi delle opere il progetto era già stato accantonato nel 1410, quando venne affidato il San Matteo di Bernardo Ciuffagni.
A Donatello venne offerta una cappella in Duomo per scolpire il suo evangelista e nel luglio del 1410 l'ambiente venne chiuso da assi per non rivelare l'opera prima del compimento. I lavori andarono per le lunghe per via degli impegni dello scultore e nell'aprile 1415 Donatello ricevette a casa sua una notifica dove si ingiungeva di terminare l'opera entro l'anno, pena una multa di 25 fiorini. L'artista allora si dedicò a completare il lavoro, consegnando nell'ottobre di quell'anno e ricevendo un compenso di 160 fiorini.

## Descrizione e stile
Donatello, nel suo evangelista reagì al manierismo tardogotico, non solo riallacciandosi alla nobile compostezza della statuaria antica ma ricercando brani di autentica umanità e verità.
Il santo è rappresentato seduto, con il tipico attributo del libro tenuto in piedi su una gamba dalla mano sinistra. Il panneggio crea forti effetti di chiaroscuro, con ampie pieghe, soprattutto nella parte inferiore, che accrescono il senso del volume delle membra sottostanti, senza nasconderle e senza lesinare su giochi lineari tardogotici. Le spalle sono curve, le braccia sono abbandonate e inerti, il busto è semplificato geometricamente secondo una calotta semicircolare. Grande risalto è dato alle potenti mani, scolpite basandosi su un accurato studio dal vero.
La testa, barbuta e con una folta capigliatura ricciuta, scatta verso destra con uno sguardo fisso e intenso, creando un senso di energia trattenuta tipico delle migliori opere di Donatello, come il San Marco e il San Giorgio, scolpite proprio in quegli anni. Le folte sopracciglia sono lievemente aggrottate e l'espressione contratta e concentrata è sottolineata anche dalla profonda ruga orizzontale sulla fronte e dalla bocca serrata, in uno schema forse ispirato da una testa di Giove Capitolino.